# Lista fotbaliștilor în Anglia și Scoția după numărul de meciuri
Aceasta este lista fotbaliștilor retrași care au acumulat cel puțin 500 de meciuri jucate în campionatul național de fotbal din Anglia și/sau Scoția. Ea include doar meciurile și golurile în următoarele competiții:
- Premier League, Football League
- Prima Ligă Scoțiană, Scottish Football League

Peter Shilton are cele mai multe apariții, și este unicul jucător care a jucat în peste 1000 de meciuri. John Burridge a jucat pentru mai multe de 20 de cluburi diferite, în timp ce 25 de jucători au jucat întreaga carieră la un singur club. Frank Womack e unicul jucător de câmp care nu a marcat niciodată, în timp ce Arthur Rowley a marcat de 433 de ori. Iar Stanley Matthews a jucat pe durata a 37 de sezoane.

## Lista jucătorilor
Legendă: poziție jucători
- P - portar
- F - fundaș
- M - mijlocaș
- A - atacant

| Nume                | Naționalitate              | Meciuri | Goluri | Poziție | Sezoane | Cluburi | Note                    |
| ------------------- | -------------------------- | ------- | ------ | ------- | ------- | ------- | ----------------------- |
| Shilton, Peter      | Anglia                     | 1005    | 1      | P       | 32      | 11      | [ 3 ] [ 4 ] [ 5 ] [ 6 ] |
| Ford, Tony          | Anglia                     | 931     | 107    | M       | 26      | 8       | [ 7 ]                   |
| Armstrong, Graeme   | Scoția                     | 910     | 77     | F       | 27      | 5       | [ 7 ] [ 8 ]             |
| Hutchison, Tommy    | Scoția                     | 863     | 55     | M       | 25      | 6       | [ 3 ] [ 9 ]             |
| Alexander, Graham   | Scoția                     | 844     | 110    | F       | 22      | 4       |                         |
| Paine, Terry        | Anglia                     | 824     | 168    | A       | 21      | 3       | [ 7 ]                   |
| ReFearn, Neil       | Anglia                     | 790     | 158    | M       | 22      | 13      | [ 7 ] [ 10 ]            |
| James, Robbie       | Țara Galilor               | 782     | 137    | M       | 20      | 6       | [ 7 ]                   |
| Oakes, Alan         | Anglia                     | 777     | 41     | M       | 25      | 3       | [ 7 ]                   |
| Beasant, Dave       | Anglia                     | 774     | 0      | P       | 25      | 10      | [ 7 ]                   |
| Burridge, John      | Anglia                     | 771     | 0      | P       | 25      | 20      | [ 7 ]                   |
| Trollope, John      | Anglia                     | 770     | 22     | F       | 21      | 1       | [ 11 ]                  |
| Dickinson, Jimmy    | Anglia                     | 764     | 9      | F       | 19      | 1       | [ 7 ]                   |
| McCall, Stuart      | Scoția                     | 763     | 68     | M       | 22      | 4       | [ 12 ]                  |
| Sproson, Roy        | Anglia                     | 761     | 30     | F       | 22      | 1       | [ 13 ]                  |
| Tait, Mick          | Anglia                     | 760     | 91     | M       | 24      | 7       | [ 7 ]                   |
| Bonds, Billy        | Anglia                     | 758     | 49     | F       | 24      | 2       | [ 7 ]                   |
| Clemence, Ray       | Anglia                     | 758     | 0      | P       | 23      | 3       | [ 3 ] [ 14 ]            |
| Jennings, Pat       | Irlanda de Nord            | 757     | 0      | P       | 23      | 3       | [ 3 ] [ 15 ]            |
| Worthington, Frank  | Anglia                     | 757     | 234    | A       | 22      | 11      | [ 7 ]                   |
| Moss, Ernie         | Anglia                     | 747     | 245    | A       | 20      | 11      | [ 16 ]                  |
| Chapman, Les        | Anglia                     | 747     | 36     | M       | 21      | 7       | [ 17 ]                  |
| Millen, Andy        | Scoția                     | 745     | 30     | M       | 25      | 11      | [ 17 ]                  |
| Hartford, Asa       | Scoția                     | 744     | 63     | M       | 24      | 10      | [ 17 ]                  |
| Ball, Alan          | Anglia                     | 743     | 170    | M       | 21      | 6       | [ 3 ] [ 18 ]            |
| Allison, Wayne      | Anglia                     | 743     | 173    | A       | 21      | 9       | [ 17 ]                  |
| Hollins, John       | Anglia                     | 743     | 63     | M       | 21      | 3       | [ 17 ]                  |
| Parkes, Phil        | Anglia                     | 743     | 0      | P       | 23      | 4       | [ 17 ]                  |
| Bruce, Steve        | Anglia                     | 737     | 81     | F       | 20      | 5       | [ 19 ]                  |
| Sheringham, Teddy   | Anglia                     | 734     | 276    | A       | 24      | 8       | [ 20 ]                  |
| Mills, Mick         | Anglia                     | 732     | 25     | F       | 21      | 3       | [ 17 ]                  |
| Callaghan, Ian      | Anglia                     | 731     | 51     | M       | 22      | 3       | [ 3 ] [ 21 ]            |
| Seaman, David       | Anglia                     | 731     | 0      | P       | 23      | 6       | [ 3 ] [ 22 ]            |
| Perryman, Steve     | Anglia                     | 725     | 51     | M       | 21      | 3       | [ 17 ]                  |
| Peters, Martin      | Anglia                     | 721     | 174    | M       | 22      | 4       | [ 17 ]                  |
| McAllister, Gary    | Scoția                     | 720     | 119    | M       | 22      | 5       | [ 23 ]                  |
| Channon, Mick       | Anglia                     | 718     | 232    | A       | 21      | 6       | [ 24 ]                  |
| Summerbee, Mike     | Anglia                     | 716     | 92     | A       | 20      | 5       | [ 25 ]                  |
| Harris, Ron         | Anglia                     | 716     | 13     | F       | 22      | 2       | [ 17 ]                  |
| Cockerill, Glenn    | Anglia                     | 714     | 86     | M       | 22      | 7       | [ 17 ]                  |
| Neal, Phil          | Anglia                     | 706     | 71     | F       | 21      | 3       | [ 17 ]                  |
| Curle, Keith        | Anglia                     | 706     | 35     | F       | 24      | 10      | [ 17 ]                  |
| Wile, John          | Anglia                     | 705     | 34     | M       | 20      | 4       | [ 17 ]                  |
| Lee, Rob            | Anglia                     | 703     | 105    | M       | 23      | 6       | [ 17 ]                  |
| Melville, Andy      | Țara Galilor               | 703     | 54     | M       | 19      | 7       | [ 17 ]                  |
| Southall, Neville   | Țara Galilor               | 701     | 0      | P       | 20      | 7       | [ 3 ] [ 26 ]            |
| Gooding, Mick       | Anglia                     | 700     | 94     | M       | 20      | 6       | [ 17 ]                  |
| Matthews, Stanley   | Anglia                     | 697     | 71     | M       | 37      | 2       | [ 27 ]                  |
| Jones, Roger        | Anglia                     | 693     | 0      | P       | 20      | 7       | [ 28 ]                  |
| Allchurch, Ivor     | Țara Galilor               | 691     | 251    | A       | 20      | 3       |                         |
| Cowans, Gordon      | Anglia                     | 688     | 54     | M       | 20      | 8       | [ 29 ]                  |
| Winterburn, Nigel   | Anglia                     | 687     | 17     | F       | 22      | 4       | [ 30 ]                  |
| Knight, Alan        | Anglia                     | 683     | 0      | P       | 22      | 1       | [ 31 ]                  |
| Irwin, Denis        | Republica Irlanda          | 682     | 29     | F       | 21      | 4       | [ 32 ]                  |
| Meredith, Billy     | Țara Galilor               | 681     | 169    | A       | 32      | 3       |                         |
| Robson, Pop         | Anglia                     | 674     | 265    | A       | 20      | 6       |                         |
| Simpson, Paul       | Anglia                     | 673     | 150    | M       | 23      | 9       | [ 33 ]                  |
| Coyle, Owen         | Republica Irlanda          | 666     | 246    | A       | 19      | 11      | [ 34 ]                  |
| Kiely, Dean         | Republica Irlanda          | 664     | 0      | P       | 20      | 6       | [ 35 ]                  |
| Hector, Kevin       | Anglia                     | 662     | 268    | A       | 19      | 2       |                         |
| Dobson, Martin      | Anglia                     | 661     | 96     | M       | 19      | 3       | [ 36 ]                  |
| Gabbiadini, Marco   | Anglia                     | 659     | 223    | A       | 20      | 10      | [ 37 ]                  |
| Beardsley, Peter    | Anglia                     | 658     | 209    | A       | 21      | 9       |                         |
| Gemmill, Archie     | Scoția                     | 654     | 63     | M       | 20      | 7       | [ 38 ]                  |
| McDonald, Ian       | Anglia                     | 653     | 91     | M       | 20      | 7       | [ 39 ]                  |
| Bremner, Billy      | Scoția                     | 652     | 96     | M       | 23      | 3       | [ 40 ]                  |
| Brown, Phil         | Anglia                     | 652     | 46     | F       | 17      | 4       | [ 40 ]                  |
| Jackson, Peter      | Anglia                     | 651     | 38     | F       | 22      | 4       | [ 41 ]                  |
| Turner, Graham      | Anglia                     | 650     | 27     | F       | 19      | 3       | [ 42 ]                  |
| Gallacher, Jim      | Scoția                     | 649     | 0      | P       | 23      | 2       | [ 43 ]                  |
| Todd, Colin         | Anglia                     | 649     | 10     | F       | 19      | 7       | [ 44 ]                  |
| Eyres, David        | Anglia                     | 648     | 127    | M       | 17      | 4       | [ 45 ]                  |
| McDermott, John     | Anglia                     | 647     | 11     | F       | 20      | 1       | [ 46 ]                  |
| Roberts, Iwan       | Țara Galilor               | 647     | 202    | A       | 20      | 7       | [ 47 ]                  |
| White, Steve        | Anglia                     | 646     | 223    | A       | 21      | 8       |                         |
| Charlton, Bobby     | Anglia                     | 644     | 207    | M       | 19      | 2       | [ 48 ]                  |
| Claridge, Steve     | Anglia                     | 641     | 195    | A       | 24      | 16      | [ 49 ]                  |
| Mooney, Tommy       | Anglia                     | 639     | 185    | A       | 18      | 11      | [ 50 ]                  |
| Windass, Dean       | Anglia                     | 639     | 200    | A       | 18      | 10      | [ 51 ]                  |
| Wignall, Steve      | Anglia                     | 639     | 29     | F       | 19      | 4       | [ 52 ]                  |
| Allen, Ronnie       | Anglia                     | 638     | 276    | A       | 19      | 3       | [ 53 ]                  |
| Strachan, Gordon    | Scoția                     | 638     | 138    | M       | 23      | 5       | [ 54 ]                  |
| Wright, Keith       | Scoția                     | 637     | 222    | A       | 20      | 6       |                         |
| Sansom, Kenny       | Anglia                     | 637     | 10     | F       | 20      | 8       | [ 55 ]                  |
| Dixon, Lee          | Anglia                     | 635     | 37     | F       | 20      | 5       | [ 56 ]                  |
| Leighton, Jim       | Scoția                     | 635     | 0      | P       | 22      | 5       | [ 57 ]                  |
| Jardine, Sandy      | Scoția                     | 635     | 45     | F       | 23      | 2       | [ 58 ]                  |
| Southall, Nicky     | Anglia                     | 635     | 67     | M       | 19      | 6       | [ 59 ]                  |
| Tynan, Tommy        | Anglia                     | 633     | 253    | A       | 21      | 9       |                         |
| Shaw, Joe           | Anglia                     | 631     | 9      | M       | 21      | 1       | [ 60 ]                  |
| Charlton, Jack      | Anglia                     | 628     | 70     | F       | 21      | 1       | [ 61 ]                  |
| Miller, Kevin       | Anglia                     | 628     | 0      | P       | 18      | 8       | [ 62 ]                  |
| Doyle, Mike         | Anglia                     | 627     | 40     | F       | 20      | 4       | [ 63 ]                  |
| Ferrier, Bob        | Anglia                     | 626     | 255    | M       | 20      | 1       | [ 4 ]                   |
| Jones, Paul         | Anglia                     | 626     | 49     | F       | 20      | 6       | [ 64 ]                  |
| Talbot, Brian       | Anglia                     | 623     | 84     | M       | 19      | 7       | [ 65 ]                  |
| Nisbet, Gordon      | Anglia                     | 622     | 15     | F       | 19      | 4       | [ 66 ]                  |
| Merson, Paul        | Anglia                     | 621     | 125    | A       | 20      | 6       | [ 67 ]                  |
| Rowley, Arthur      | Anglia                     | 619     | 433    | A       | 19      | 4       |                         |
| Brown, Tony         | Anglia                     | 619     | 229    | M       | 20      | 2       |                         |
| Hendon, Ian         | Anglia                     | 618     | 42     | F       | 20      | 10      | [ 68 ]                  |
| Stapleton, Frank    | Republica Irlanda          | 618     | 151    | A       | 20      | 8       | [ 69 ]                  |
| Blakey, Dave        | Anglia                     | 617     | 20     | F       | 20      | 1       | [ 70 ]                  |
| Malpas, Maurice     | Scoția                     | 617     | 18     | F       | 19      | 1       | [ 71 ]                  |
| Hatton, Bob         | Anglia                     | 617     | 215    | A       | 17      | 9       | [ 72 ]                  |
| Aspin, Neil         | Anglia                     | 616     | 8      | F       | 19      | 4       | [ 73 ]                  |
| Cook, Micky         | Anglia                     | 614     | 21     | F       | 15      | 1       | [ 74 ]                  |
| McKinlay, Bob       | Scoția                     | 614     | 9      | F       | 19      | 1       | [ 75 ]                  |
| Siddall, Barry      | Anglia                     | 614     | 0      | P       | 21      | 13      | [ 76 ]                  |
| Kendall, Howard     | Anglia                     | 613     | 65     | M       | 20      | 5       | [ 77 ]                  |
| Musselwhite, Paul   | Anglia                     | 613     | 0      | P       | 23      | 5       | [ 78 ]                  |
| Felgate, David      | Țara Galilor               | 612     | 0      | P       | 18      | 8       | [ 79 ]                  |
| Ogrizovic, Steve    | Anglia                     | 611     | 1      | P       | 22      | 4       | [ 80 ] [ 81 ]           |
| Horton, Brian       | Anglia                     | 610     | 74     | M       | 17      | 4       | [ 82 ]                  |
| McGlashan, Colin    | Scoția                     | 609     | 210    | A       | 20      | 9       |                         |
| Peyton, Gerry       | Republica Irlanda          | 608     | 0      | P       | 19      | 9       | [ 83 ]                  |
| Gray, Frank         | Scoția                     | 608     | 47     | F       | 19      | 5       | [ 84 ]                  |
| Mabbutt, Gary       | Anglia                     | 608     | 37     | F       | 19      | 2       | [ 85 ]                  |
| Montgomery, Jimmy   | Anglia                     | 608     | 0      | P       | 18      | 3       | [ 86 ]                  |
| Sheridan, John      | Republica Irlanda          | 606     | 88     | M       | 22      | 5       | [ 87 ]                  |
| Griffiths, Arfon    | Țara Galilor               | 606     | 122    | M       | 20      | 3       | [ 88 ]                  |
| Thomas, Mickey      | Țara Galilor               | 603     | 77     | M       | 21      | 10      | [ 89 ]                  |
| Blake, Noel         | Anglia                     | 602     | 37     | F       | 22      | 9       | [ 90 ]                  |
| Stevenson, Alan     | Anglia                     | 601     | 0      | P       | 16      | 4       | [ 91 ]                  |
| Kelly, David        | Republica Irlanda          | 600     | 192    | A       | 19      | 10      | [ 92 ]                  |
| Bloomer, Steve      | Anglia                     | 600     | 352    | A       | 22      | 3       |                         |
| Atyeo, John         | Anglia                     | 597     | 314    | A       | 16      | 2       |                         |
| Butler, Paul        | Republica Irlanda          | 597     | 26     | F       | 18      | 7       |                         |
| Rimmer, Warwick     | Anglia                     | 597     | 17     | F       | 19      | 2       | [ 93 ]                  |
| Duxbury, Lee        | Anglia                     | 596     | 66     | M       | 16      | 5       | [ 94 ]                  |
| Reaney, Paul        | Anglia                     | 596     | 6      | F       | 18      | 2       | [ 95 ]                  |
| Dixon, Kerry        | Anglia                     | 594     | 231    | A       | 19      | 8       |                         |
| Bell, Michael       | Anglia                     | 594     | 51     | F       | 16      | 5       | [ 96 ]                  |
| Vickers, Steve      | Anglia                     | 594     | 20     | F       | 18      | 4       | [ 97 ]                  |
| Torpey, Steve       | Anglia                     | 592     | 143    | A       | 19      | 7       | [ 98 ]                  |
| Adcock, Tony        | Anglia                     | 591     | 212    | A       | 19      | 6       | [ 99 ]                  |
| Donachie, Willie    | Scoția                     | 591     | 8      | F       | 21      | 4       | [ 100 ]                 |
| Houchen, Keith      | Anglia                     | 591     | 162    | A       | 18      | 7       | [ 101 ]                 |
| Mortimer, Dennis    | Anglia                     | 590     | 47     | M       | 18      | 5       | [ 102 ]                 |
| Palmer, Carlton     | Anglia                     | 590     | 32     | M       | 21      | 9       | [ 103 ]                 |
| Allen, Paul         | Anglia                     | 587     | 32     | M       | 19      | 8       | [ 104 ]                 |
| Farm, George        | Scoția                     | 587     | 1      | P       | 16      | 1       | [ 105 ]                 |
| McGarry, Bill       | Anglia                     | 587     | 32     | M       | 18      | 3       |                         |
| Shaw, Richard       | Anglia                     | 587     | 3      | F       | 21      | 4       | [ 106 ]                 |
| Barnes, John        | Anglia                     | 586     | 155    | M       | 18      | 4       | [ 107 ]                 |
| Keown, Martin       | Anglia                     | 585     | 8      | F       | 20      | 6       | [ 108 ]                 |
| McLean, David       | Scoția                     | 584     | 401    | A       | 25      | 7       |                         |
| McCoist, Ally       | Scoția                     | 584     | 290    | A       | 20      | 4       | [ 109 ]                 |
| Harford, Mick       | Anglia                     | 583     | 186    | A       | 21      | 10      | [ 110 ]                 |
| Clayton, Ronnie     | Anglia                     | 581     | 15     | M       | 18      | 1       | [ 111 ]                 |
| Atherton, Peter     | Anglia                     | 581     | 13     | F       | 14      | 5       | [ 112 ]                 |
| Ball, Allan         | Anglia                     | 579     | 0      | P       | 19      | 1       | [ 113 ]                 |
| Bartram, Sam        | Anglia                     | 579     | 0      | P       | 16      | 1       |                         |
| Cottee, Tony        | Anglia                     | 578     | 225    | A       | 19      | 7       | [ 114 ]                 |
| Earle, Robbie       | Jamaica                    | 578     | 136    | M       | 18      | 2       | [ 115 ]                 |
| Taylor, Bob         | Anglia                     | 577     | 200    | A       | 19      | 5       | [ 116 ]                 |
| Houghton, Ray       | Republica Irlanda          | 576     | 68     | M       | 18      | 7       | [ 117 ]                 |
| Legg, Andy          | Țara Galilor               | 576     | 61     | F       | 17      | 7       | [ 118 ]                 |
| HodPinson, Alan     | Anglia                     | 576     | 0      | P       | 17      | 1       | [ 119 ]                 |
| Horne, Barry        | Țara Galilor               | 575     | 34     | M       | 17      | 9       | [ 120 ]                 |
| Overson, Vince      | Anglia                     | 574     | 15     | F       | 18      | 4       | [ 121 ]                 |
| Rudd, Billy         | Anglia                     | 574     | 68     | M       | 18      | 5       | [ 122 ]                 |
| Saunders, Dean      | Țara Galilor               | 574     | 170    | A       | 18      | 10      | [ 123 ]                 |
| Ford, Gary          | Anglia                     | 573     | 74     | M       | 16      | 6       | [ 124 ]                 |
| Campbell, Alan      | Scoția                     | 571     | 43     | M       | 17      | 4       | [ 125 ]                 |
| Greenhoff, Jimmy    | Anglia                     | 571     | 146    | A       | 22      | 7       | [ 126 ]                 |
| Irvine, Willie      | Scoția                     | 571     | 201    | A       | 20      | 9       | [ 127 ]                 |
| O'Driscoll, Sean    | Republica Irlanda          | 571     | 32     | M       | 16      | 2       | [ 128 ]                 |
| Stepney, Alex       | Anglia                     | 571     | 2      | P       | 15      | 3       | [ 129 ]                 |
| Holton, Cliff       | Anglia                     | 570     | 293    | A       | 18      | 7       |                         |
| Robertson, John     | Scoția                     | 570     | 225    | A       | 19      | 4       |                         |
| Goodman, Don        | Anglia                     | 570     | 160    | A       | 20      | 8       | [ 112 ] [ 130 ]         |
| Pearce, Stuart      | Anglia                     | 570     | 72     | F       | 19      | 5       | [ 131 ]                 |
| Rush, Ian           | Țara Galilor               | 570     | 246    | A       | 20      | 6       | [ 132 ]                 |
| ArMield, Jimmy      | Anglia                     | 568     | 6      | F       | 17      | 1       | [ 133 ]                 |
| O'Leary, David      | Republica Irlanda          | 568     | 11     | F       | 19      | 2       | [ 134 ]                 |
| Hart, Paul          | Anglia                     | 567     | 41     | F       | 18      | 7       | [ 135 ]                 |
| Miller, Ian         | Scoția                     | 567     | 40     | M       | 18      | 7       | [ 136 ]                 |
| Smith, Dean         | Anglia                     | 566     | 54     | F       | 16      | 5       |                         |
| Foulkes, Bill       | Anglia                     | 566     | 7      | F       | 18      | 1       | [ 137 ]                 |
| Dillon, Kevin       | Anglia                     | 564     | 64     | M       | 17      | 4       | [ 138 ]                 |
| Wagstaffe, Dave     | Anglia                     | 564     | 42     | M       | 19      | 4       | [ 139 ]                 |
| Bremner, Des        | Scoția                     | 563     | 32     | M       | 18      | 5       | [ 140 ]                 |
| Downie, Mitchell    | Scoția                     | 563     | 0      | P       | 18      | 6       | [ 141 ]                 |
| Williamson, Tim     | Anglia                     | 563     | 2      | P       | 21      | 1       |                         |
| Phillips, Steve     | Anglia                     | 562     | 200    | A       | 17      | 9       | [ 142 ]                 |
| Podd, Ces           | Sfântul Cristofor și Nevis | 562     | 3      | F       | 17      | 3       | [ 143 ]                 |
| Rioch, Bruce        | Scoția                     | 562     | 128    | M       | 20      | 7       | [ 144 ]                 |
| Johnson, Michael    | Jamaica                    | 561     | 19     | F       | 18      | 4       | [ 145 ]                 |
| Aldridge, John      | Republica Irlanda          | 560     | 329    | A       | 17      | 4       | [ 146 ]                 |
| Wagstaff, Ken       | Anglia                     | 559     | 266    | A       | 16      | 2       |                         |
| Wallace, Gordon     | Scoția                     | 559     | 251    | A       | 17      | 5       |                         |
| Dalglish, Kenny     | Scoția                     | 559     | 230    | A       | 22      | 2       |                         |
| Shearer, Alan       | Anglia                     | 559     | 283    | A       | 18      | 3       | [ 147 ]                 |
| Miller, Willie      | Scoția                     | 558     | 20     | F       | 18      | 1       | [ 148 ]                 |
| Giles, Johnny       | Republica Irlanda          | 557     | 101    | M       | 18      | 3       | [ 149 ]                 |
| Burden, Tommy       | Anglia                     | 556     | 73     | F       | 15      | 3       | [ 150 ]                 |
| Blissett, Luther    | Anglia                     | 554     | 208    | A       | 18      | 5       | [ 151 ]                 |
| Preece, David       | Anglia                     | 554     | 30     | M       | 22      | 7       | [ 152 ]                 |
| McKimmie, Stewart   | Scoția                     | 554     | 9      | F       | 18      | 3       | [ 153 ]                 |
| Gallacher, Hughie   | Scoția                     | 554     | 406    | A       | 18      | 8       |                         |
| Blanchflower, Danny | Irlanda de Nord            | 553     | 27     | F       | 16      | 3       | [ 154 ]                 |
| Edwards, Keith      | Anglia                     | 553     | 256    | A       | 16      | 6       | [ 155 ]                 |
| Holland, Matt       | Republica Irlanda          | 553     | 69     | M       | 15      | 3       |                         |
| Goater, Shaun       | Insulele Bermude           | 552     | 217    | A       | 16      | 7       | [ 156 ]                 |
| McClair, Brian      | Scoția                     | 551     | 201    | A       | 18      | 3       |                         |
| Drinkell, Kevin     | Anglia                     | 551     | 174    | A       | 19      | 7       | [ 157 ]                 |
| Mackay, Dave        | Scoția                     | 551     | 75     | F       | 19      | 4       | [ 158 ]                 |
| Wylie, Ron          | Scoția                     | 551     | 53     | F       | 19      | 3       | [ 159 ]                 |
| Atkins, Ian         | Anglia                     | 550     | 75     | M       | 19      | 8       | [ 160 ]                 |
| Eaden, Nicky        | Anglia                     | 550     | 13     | F       | 15      | 5       | [ 161 ]                 |
| Davies, Ron         | Țara Galilor               | 549     | 275    | A       | 17      | 7       |                         |
| Brogan, John        | Scoția                     | 549     | 221    | A       | 21      | 6       |                         |
| Armstrong, George   | Anglia                     | 549     | 53     | M       | 18      | 3       | [ 162 ]                 |
| Hessenthaler, Andy  | Anglia                     | 548     | 34     | M       | 16      | 4       | [ 163 ]                 |
| McCarthy, Sean      | Țara Galilor               | 547     | 171    | A       | 17      | 7       | [ 164 ]                 |
| Cox, Neil           | Anglia                     | 547     | 37     | M       | 18      | 7       | [ 165 ]                 |
| Dougan, Derek       | Irlanda de Nord            | 546     | 222    | A       | 18      | 6       |                         |
| Taylor, Stuart      | Anglia                     | 546     | 28     | F       | 15      | 1       | [ 166 ]                 |
| Lloyd, Brian        | Anglia                     | 545     | 1      | P       | 16      | 5       | [ 167 ]                 |
| Wallace, William    | Scoția                     | 544     | 251    | A       | 18      | 5       |                         |
| Dodds, Billy        | Scoția                     | 544     | 192    | A       | 20      | 7       | [ 168 ]                 |
| Cherry, Steve       | Anglia                     | 542     | 0      | P       | 18      | 9       | [ 169 ]                 |
| Hine, Ernie         | Anglia                     | 540     | 288    | A       | 16      | 5       |                         |
| Naylor, Stuart      | Anglia                     | 540     | 0      | P       | 20      | 7       | [ 170 ]                 |
| Kilbane, Kevin      | Republica Irlanda          | 540     | 37     | M       | 18      | 9       | [ 171 ]                 |
| Gordon, Johnny      | Anglia                     | 539     | 138    | A       | 16      | 2       | [ 172 ]                 |
| Savage, Robbie      | Țara Galilor               | 537     | 37     | M       | 17      | 6       | [ 173 ]                 |
| MacDougall, Ted     | Scoția                     | 535     | 256    | A       | 13      | 8       |                         |
| Foyle, Martin       | Anglia                     | 535     | 154    | A       | 20      | 5       | [ 174 ]                 |
| Howard, Pat         | Anglia                     | 535     | 18     | F       | 17      | 5       | [ 175 ]                 |
| Speedie, David      | Scoția                     | 535     | 145    | A       | 16      | 11      | [ 176 ]                 |
| Gray, Michael       | Anglia                     | 534     | 22     | F       | 18      | 6       | [ 177 ]                 |
| Burrows, Phil       | Anglia                     | 533     | 18     | F       | 13      | 4       | [ 178 ]                 |
| Holdsworth, Dean    | Anglia                     | 533     | 164    | A       | 20      | 11      | [ 179 ]                 |
| Irvine, Brian       | Scoția                     | 533     | 45     | F       | 20      | 4       | [ 180 ]                 |
| Peacock, Keith      | Anglia                     | 533     | 92     | M       | 17      | 1       | [ 181 ]                 |
| Caven, Ross         | Scoția                     | 532     | 96     | F       | 20      | 1       | [ 182 ]                 |
| Kavanagh, Graham    | Republica Irlanda          | 531     | 75     | M       | 19      | 7       |                         |
| Cunningham, Kenny   | Republica Irlanda          | 531     | 1      | F       | 18      | 4       | [ 183 ]                 |
| Barr, Les           | Scoția                     | 530     | 62     | RW      | 19      | 2       | [ 184 ]                 |
| Latchford, Bob      | Anglia                     | 530     | 218    | A       | 18      | 4       | [ 185 ]                 |
| Crompton, Bob       | Anglia                     | 530     | 14     | F       | 24      | 1       |                         |
| Barker, Simon       | Anglia                     | 529     | 70     | M       | 17      | 3       | [ 186 ]                 |
| Reid, Peter         | Anglia                     | 529     | 33     | M       | 21      | 7       | [ 187 ]                 |
| White, Winston      | Anglia                     | 529     | 60     | M       | 17      | 13      | [ 188 ]                 |
| Main, Alan          | Scoția                     | 528     | 0      | P       | 23      | 6       |                         |
| Skeels, Eric        | Anglia                     | 528     | 10     | F       | 18      | 2       | [ 189 ]                 |
| Edwards, Andy       | Anglia                     | 527     | 21     | F       | 17      | 4       | [ 190 ]                 |
| Johnston, Willie    | Scoția                     | 526     | 118    | M       | 21      | 5       | [ 191 ]                 |
| Eastham, George     | Anglia                     | 525     | 74     | A       | 18      | 3       | [ 192 ]                 |
| Sellars, Scott      | Anglia                     | 525     | 71     | M       | 20      | 6       | [ 193 ]                 |
| Corrigan, Joe       | Anglia                     | 524     | 0      | P       | 17      | 4       | [ 194 ]                 |
| Bannister, Bruce    | Anglia                     | 523     | 167    | A       | 15      | 4       | [ 195 ]                 |
| Grobbelaar, Bruce   | Zimbabwe                   | 523     | 1      | P       | 20      | 8       | [ 196 ]                 |
| Hockey, Trevor      | Țara Galilor               | 523     | 28     | M       | 17      | 7       | [ 197 ]                 |
| McNeil, Dixie       | Anglia                     | 522     | 239    | A       | 17      | 3       |                         |
| Coyne, Tommy        | Republica Irlanda          | 522     | 205    | A       | 20      | 10      | [ 198 ]                 |
| Dawson, Jerry       | Anglia                     | 522     | 0      | P       | 18      | 1       | [ 199 ]                 |
| Jack, David         | Anglia                     | 521     | 267    | A       | 15      | 3       |                         |
| McDermott, Murray   | Scoția                     | 520     | 0      | P       | 19      | 7       | [ 200 ]                 |
| Kelly, Gary         | Republica Irlanda          | 520     | 0      | P       | 16      | 5       | [ 201 ]                 |
| Smith, Joe          | Anglia                     | 519     | 315    | A       | 21      | 2       |                         |
| Chamberlain, Mark   | Anglia                     | 519     | 69     | A       | 19      | 7       | [ 202 ]                 |
| Lee, Jason          | Anglia                     | 519     | 108    | A       | 17      | 13      | [ 203 ]                 |
| Tankard, Allen      | Anglia                     | 519     | 17     | F       | 16      | 4       | [ 204 ]                 |
| Davies, Harry       | Anglia                     | 517     | 113    | A       | 17      | 3       |                         |
| Murray, Bert        | Anglia                     | 517     | 96     | M       | 15      | 4       | [ 205 ]                 |
| Evans, Dave         | Anglia                     | 516     | 13     | F       | 14      | 3       | [ 206 ]                 |
| Greaves, Jimmy      | Anglia                     | 516     | 357    | A       | 13      | 3       | [ 207 ]                 |
| Howarth, Jack       | Anglia                     | 515     | 190    | A       | 15      | 6       | [ 208 ]                 |
| Swallow, Barry      | Anglia                     | 515     | 39     | F       | 17      | 5       | [ 209 ]                 |
| Clarke, Allan       | Anglia                     | 514     | 223    | A       | 17      | 5       |                         |
| McStay, Paul        | Scoția                     | 514     | 57     | M       | 16      | 1       | [ 210 ]                 |
| Coote, Ken          | Anglia                     | 514     | 14     | F       | 15      | 1       | [ 211 ]                 |
| Dunne, Tony         | Republica Irlanda          | 514     | 2      | F       | 19      | 3       | [ 212 ]                 |
| Clark, Bobby        | Scoția                     | 513     | 0      | P       | 21      | 3       | [ 213 ]                 |
| Jackson, Matt       | Anglia                     | 513     | 14     | F       | 17      | 10      | [ 214 ]                 |
| Williams, Herbie    | Țara Galilor               | 513     | 104    | A       | 17      | 1       | [ 215 ]                 |
| Martin, Neil        | Scoția                     | 511     | 226    | A       | 17      | 8       | [ 216 ]                 |
| Johnson, Tommy      | Anglia                     | 511     | 222    | A       | 17      | 3       |                         |
| Evans, Allan        | Scoția                     | 511     | 66     | F       | 18      | 4       | [ 217 ]                 |
| Salman, Danis       | Anglia                     | 511     | 15     | F       | 18      | 5       |                         |
| Womack, Frank       | Anglia                     | 511     | 0      | FB      | 16      | 2       | [ 218 ]                 |
| Eadie, Ken          | Scoția                     | 510     | 230    | A       | 20      | 6       |                         |
| Payton, Andy        | Anglia                     | 510     | 200    | A       | 16      | 7       |                         |
| Sewell, Jackie      | Anglia                     | 509     | 228    | A       | 15      | 4       |                         |
| Charlton, Simon     | Anglia                     | 509     | 6      | F       | 18      | 6       | [ 219 ]                 |
| Cole, Andrew        | Anglia                     | 509     | 230    | A       | 19      | 13      | [ 220 ]                 |
| Jenkins, Steve      | Țara Galilor               | 509     | 7      | F       | 16      | 7       | [ 221 ]                 |
| Withe, Peter        | Anglia                     | 509     | 160    | A       | 19      | 9       | [ 222 ]                 |
| McCathie, Norrie    | Scoția                     | 508     | 55     | F       | 16      | 3       | [ 223 ]                 |
| Trautmann, Bert     | Germania de Vest           | 508     | 0      | P       | 15      | 1       | [ 224 ] [ 225 ]         |
| Boulton, Clint      | Anglia                     | 506     | 45     | F       | 14      | 2       |                         |
| Wetherall, David    | Anglia                     | 506     | 30     | F       | 17      | 2       | [ 226 ]                 |
| Broadis, Ivor       | Anglia                     | 506     | 12     | F       | 15      | 6       | [ 227 ]                 |
| Sinnott, Lee        | Anglia                     | 505     | 12     | F       | 17      | 6       | [ 228 ]                 |
| Adams, Tony         | Anglia                     | 504     | 32     | F       | 19      | 1       | [ 229 ]                 |
| Evans, Mickey       | Republica Irlanda          | 504     | 88     | A       | 17      | 6       |                         |
| Harper, Steve       | Anglia                     | 504     | 54     | M       | 15      | 7       | [ 230 ]                 |
| McLoughlin, Alan    | Republica Irlanda          | 503     | 80     | M       | 16      | 6       | [ 231 ]                 |
| Devlin, Paul        | Scoția                     | 503     | 88     | M       | 15      | 6       | [ 232 ]                 |
| Fairclough, Chris   | Anglia                     | 503     | 36     | F       | 18      | 6       | [ 233 ]                 |
| Byrne, John         | Republica Irlanda          | 503     | 134    | A       | 15      | 6       | [ 39 ]                  |
| Francis, Trevor     | Anglia                     | 502     | 176    | A       | 19      | 6       | [ 234 ]                 |
| McFarlane, Ross     | Scoția                     | 502     | 5      | F       | 16      | 2       | [ 235 ]                 |
| Wright, Ian         | Anglia                     | 501     | 238    | A       | 15      | 6       | [ 236 ]                 |
| Lee, Francis        | Anglia                     | 500     | 228    | A       | 16      | 3       |                         |
| Coton, Tony         | Anglia                     | 501     | 0      | P       | 17      | 4       | [ 237 ]                 |

## Vezi și
- Topul golgheterilor în Anglia și Scoția